# Plymouth Locomotive Works
Plymouth Locomotive Works était un constructeur américain de locotracteurs, dont l'usine de production se trouvait à Plymouth, dans l'Ohio, jusqu'en 1997.

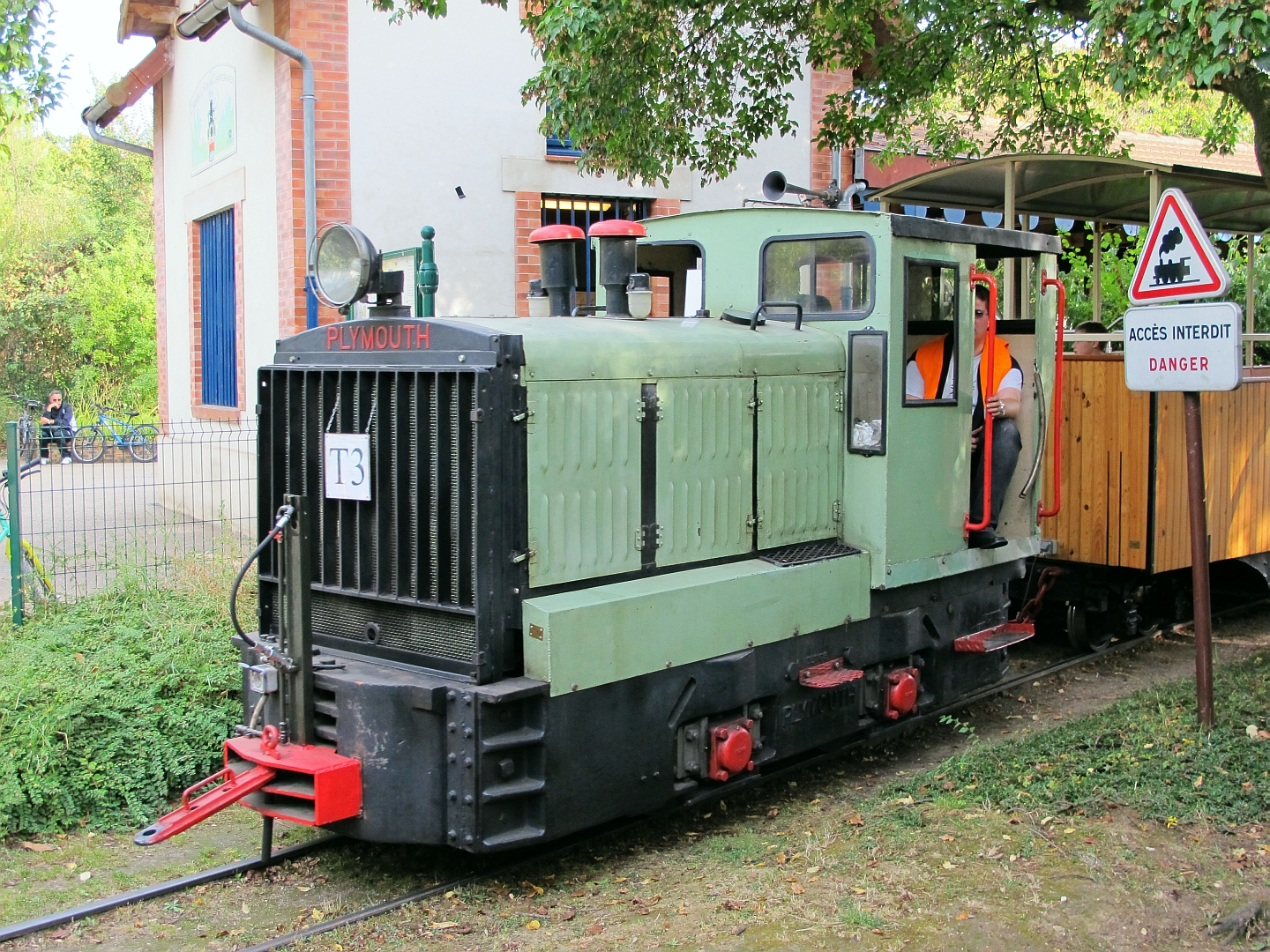
Le locotracteur Plymouth N°10 du Chemin de fer des Chanteraines.

## Histoire
La firme J.D. Fate Company commença la production de locomotives en 1910, dans son usine de Plymouth dans l'Ohio aux États-Unis.

### Chronologie des changements de dénomination
L'entreprise changea de nom à plusieurs reprises : 
- Fate-Root-Heath en 1919,
- Plymouth Locomotive Works, à la fin des années 1950
- Plymouth Industries, à la fin des années 1970.

### Chronologie de la production
- En 1910, la production commença par des camions et de petits autobus,
- En 1915, la production des camions est abandonnée, après que 200 locotracteurs aient été construits avec les moteurs et transmissions de camions,
- En 1927, l'entreprise commence à adopter le moteur diesel, les premiers locotracteurs étant jusqu'alors construits avec un moteur à essence,
- En 1999, l'usine est fermée et la production est arrêtée

La production concerne surtout des engins affectés à un usage industriel de moins de 25 tonnes. Ainsi, de nombreux engins fonctionnent encore dans des chantiers et des sucreries. Elle a été diffusée dans le monde entier. 
- Environ 7500 locomotives ont été construites au total, pour tous les écartements, et livrées dans le monde entier.
- 1700 locomotives existeraient encore, dont certaines ont plus de 50 ans.

Le nom de Plymouth a été associé à des automobiles produites par Chrysler Motors, mais il s'agissait de l'emprunt de ce nom par cette grande firme automobile. Elle a dû restituer ce nom à la firme ferroviaire, car cette dernière, dans les années 1910, avait déjà construit une voiture automobile du nom de Plymouth. C'est la seule automobile que la firme ferroviaire a construite.